# Charlotte Mary Brame

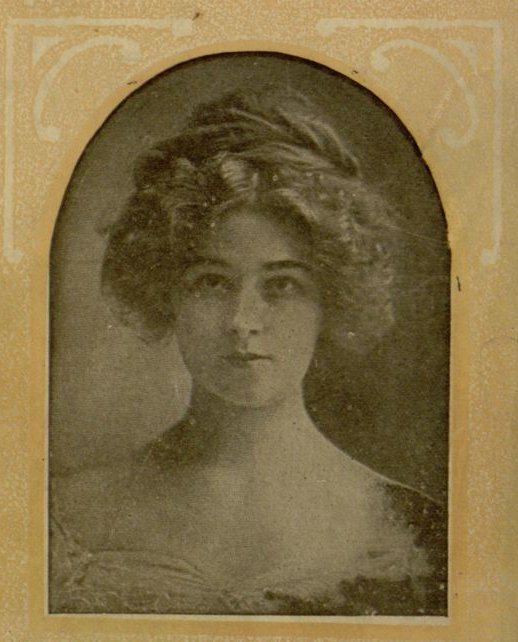
Portret autorki, tu pod pseudonimem Bertha M. Clay

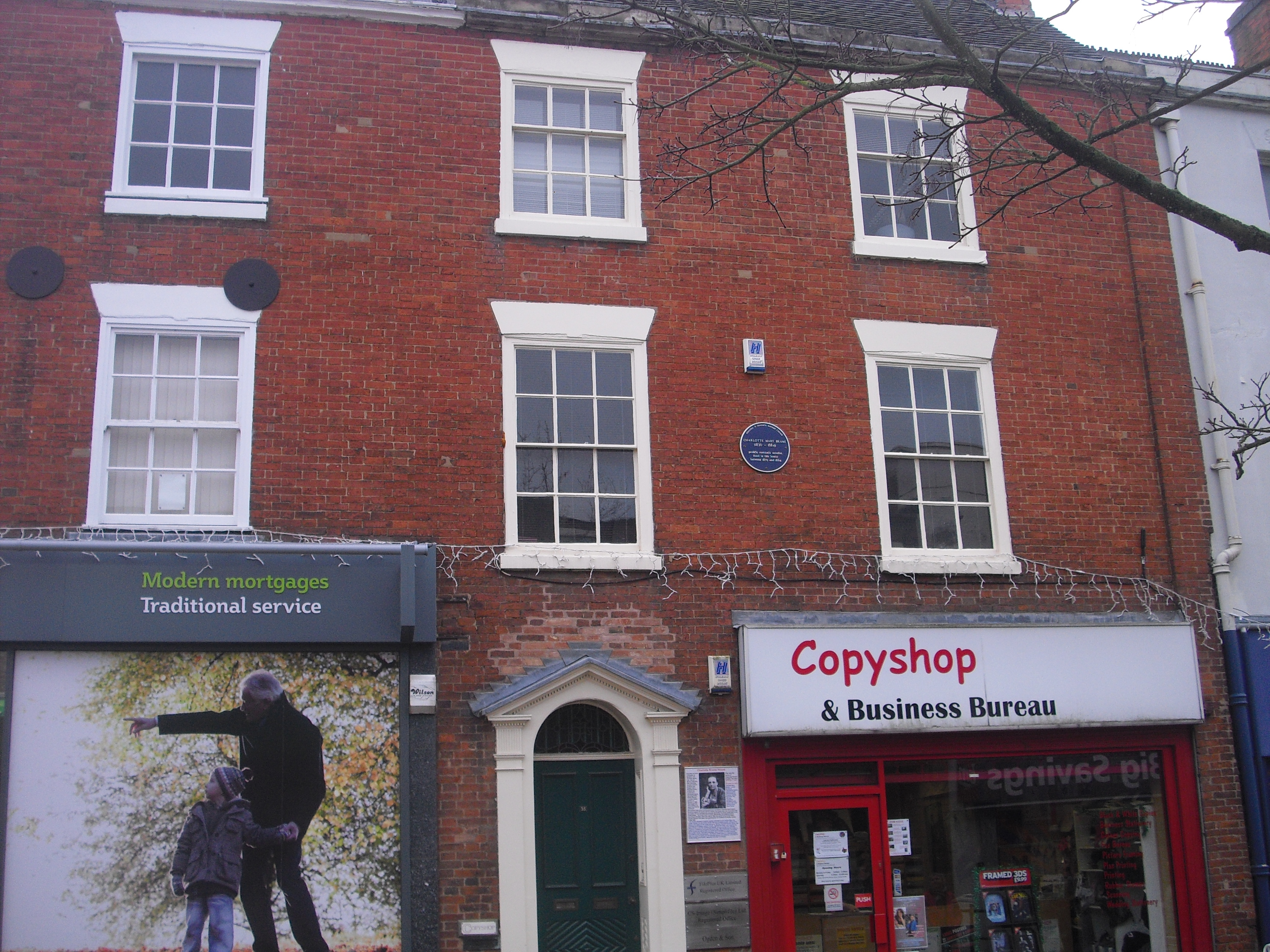
Dom Charlotty Mary Brame w Hinckley

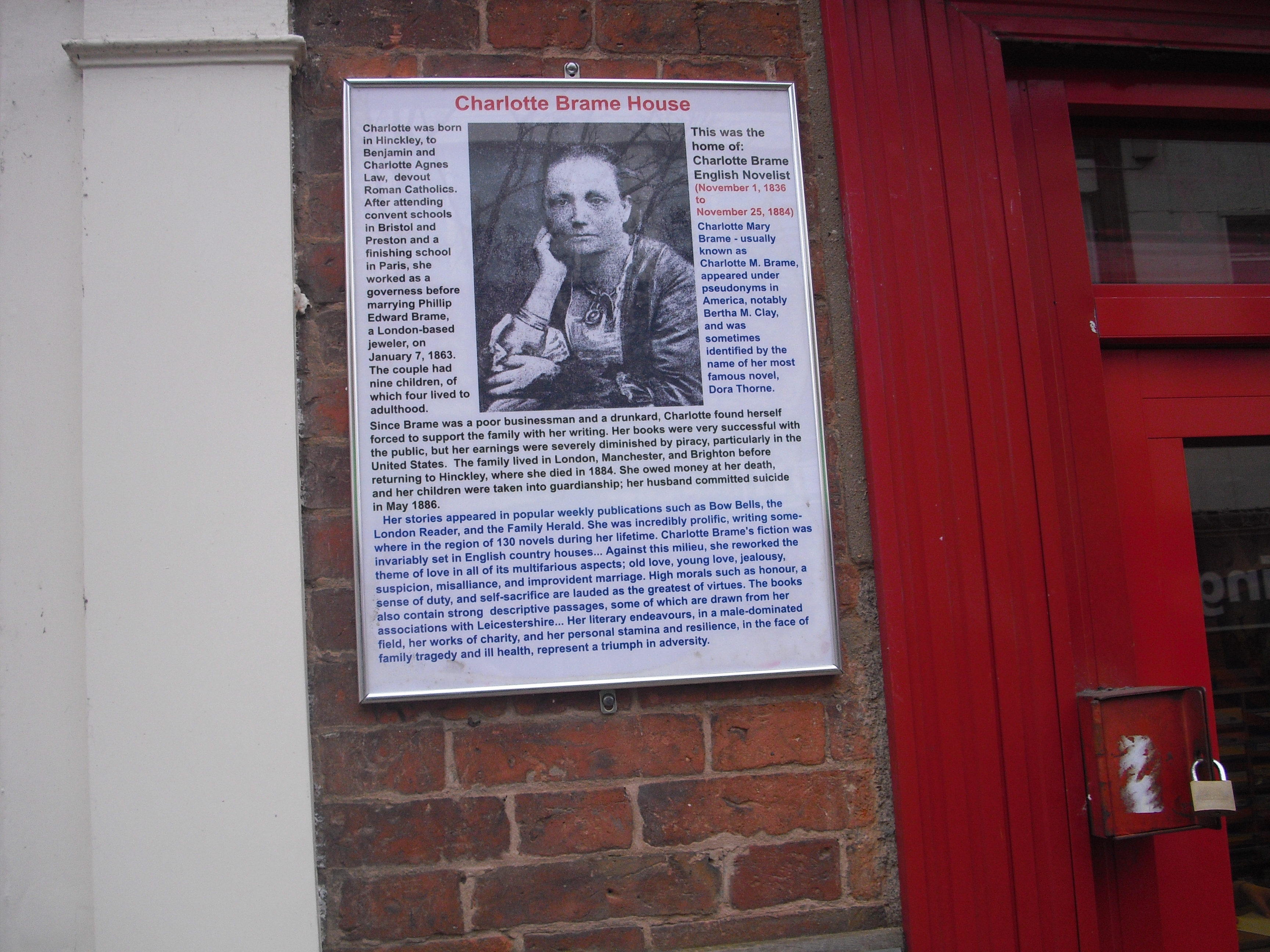
Tablica pamiątkowa

Charlotte Mary Brame (ur. 1 listopada 1836 w Hinckley, zm. 25 listopada 1884) – angielska powieściopisarka.
Urodziła się jako córka Benjamina i Charlotte Agnes Law, obydwoje wyznania rzymskokatolickiego. Uczęszczała do szkół w Bristolu i Preston a następnie w Paryżu. W 1859 roku przerwała edukację z powodu śmierci ojca i powróciła do Hinckley, by pomóc matce.
Pierwsze opowiadanie opublikowała mając 17 lat.
W 1863 roku poślubiła o cztery lata młodszego od siebie Phillipa Edwarda Brame i przeprowadziła się do Londynu. Mieli dziewięcioro dzieci, z których jedynie czworo dożyło dorosłości. Phillip nadużywał alkoholu a prowadzona przez niego firma zbankrutowała w 1866 roku. Wówczas Charlotte przejęła zadanie utrzymania rodziny, poprzez pisanie książek. Jej romanse były popularne, jednakże zyski z ich sprzedaży były mniejsze od spodziewanych, z powodu piractwa. Zwłaszcza w USA były wydawane bez poszanowania praw autorskich.
Małżeństwo Brame'ów przeprowadziło się do Manchesteru, następnie w 1877 do Brighton, by w 1879 powrócić do Hinckley.
Charlotte zmarła z powodu problemów z sercem 25 listopada 1885. Została pochowana na cmentarzu przy Ashby Road. Phillip, mający problemy z alkoholem i ze zdrowiem psychicznym, popełnił samobójstwo przez utopienie, osierocając czworo dzieci.
Jest autorką ponad 200 powieści, głównie romansów, popularnych zwłaszcza wśród ówczesnych klas niższych. Większość z nich doczekała się wydań książkowych już po jej śmierci. W Stanach Zjednoczonych publikowano je pod pseudonimami Bertha M.Clay oraz Caroline M.Barton.  